# Graeffea leveri
Graeffea leveri är en insektsart som först beskrevs av Günther 1937.  Graeffea leveri ingår i släktet Graeffea och familjen Phasmatidae. Inga underarter finns listade i Catalogue of Life.